# Dolinolus
Dolinolus is een geslacht van kevers uit de familie  
kniptorren (Elateridae).
Het geslacht is voor het eerst wetenschappelijk beschreven in 1999 door Schimmel.

## Soorten
Het geslacht omvat de volgende soorten:
- Dolinolus andamanensis Schimmel, 2003
- Dolinolus apicalis Schimmel, 2003
- Dolinolus banjaranensis Schimmel, 2006
- Dolinolus beccarii Schimmel, 1999
- Dolinolus bilyi Schimmel, 1999
- Dolinolus brevicollis Schimmel, 1999
- Dolinolus carinatus (Candèze, 1878)
- Dolinolus cechovskyi Schimmel, 2006
- Dolinolus cuernosensis Schimmel, 1999
- Dolinolus ingridae Schimmel, 1999
- Dolinolus jendeki Schimmel, 1999
- Dolinolus malus (Fleutiaux, 1928)
- Dolinolus nishikawai Schimmel, 2003
- Dolinolus oberthueri Schimmel, 2003
- Dolinolus patricki Schimmel, 1999
- Dolinolus pendleburyi Schimmel, 1999
- Dolinolus platiai Schimmel, 2006
- Dolinolus raffrayi Schimmel, 1999
- Dolinolus riesei Schimmel, 2006
- Dolinolus ringletensis Schimmel, 2006
- Dolinolus wiesneri Schimmel, 2003